# Абахаев, Мартын Галсанович
Мартын Галсанович Абаха́ев (1906 — 1982) — инженер-технолог и учёный, лауреат государственных премий.

## Биография
Родился 1 февраля 1906 года в улусе Ямат (ныне Аларский район, Бурятия).
Учился в Ямате, в улусе Зоны и в Черемхово, где в 1924 году окончил школу 2-й ступени. Работал делопроизводителем Аларского хошунного (районного) отдела ЗАГС.
В 1925 году поступил на землемерно- технические курсы Народного комиссариата земледелия Бурят-Монгольской АССР, и некоторое время работал землемером в Верхнеудинске. Стране требовались в ту пору специалисты высокой квалификации по межеванию земель.
В сентябре 1926 года командирован на учёбу в Московский межевой институт. После его окончания (1930) направлен в Хабаровск инспектором по совхозам. В конце того же года переведён в Читинское окружное земельное управление прорабом землеустроительных работ. Некоторое время исполнял обязанности начальника триангуляционной партии.
В 1932 году поступил на химический факультет в Уральский государственный индустриальный институт (Свердловск). После его окончания (март 1937) работал в Саратове на заводе щелочных аккумуляторов: инженер-исследователь (1937), технолог отдела подготовки производства (1937—1938), научный руководитель исследовательской лаборатории (1939—1949), научный руководитель ОКБ — особого конструкторского бюро (1949—1960).
В начале апреля 1960 года ОКБ Саратовского завода щелочных аккумуляторов реорганизуется в Государственный научно-исследовательский институт химических источников тока. Там работал главным инженером (1960—1963) и заместителем директора по научной работе (с 1963).
В 1967—1981 годах профессор кафедры химической технологии Энгельсского филиала Саратовского политехнического института, несколько лет заведовал кафедрой.
Доктор технических наук (1967, минуя кандидатскую степень). Профессор (1972).
Умер 29 апреля 1982 года.
Научные интересы:
- Технология электрохимических производств
- Химические источники тока
- Теоретическая электрохимия
- Оборудование электрохимических производств.

## Награды и премии
- заслуженный изобретатель РСФСР (3.1.1975)
- орден Ленина
- орден Трудового Красного Знамени
- орден «Знак Почёта»
- медали
- Сталинская премия третьей степени (1950) — за разработку технологии, конструкции и организацию массового производства железо-никелевых аккумуляторов
- Государственная премия СССР (1968) — за создание серии источников тока (в составе коллектива).